# 三友寺
三友寺（さんゆうじ）は、岡山県岡山市中区門田屋敷にある臨済宗妙心寺派の寺院。山号は鳳祥山。寺名は、池田輝政が慶雲寺の三要庵を改称したものである。

## 歴史
寛永9年（1632年）岡山藩主となった池田光政によって、播磨国（現在の兵庫県の一部）から移された。明治20年（1887年）に、石井十次が、寺内に孤児教育会を設立した。昭和20年（1945）岡山大空襲によって本堂など諸堂を焼失、山門のみは焼損したものの現存する。

## 境内
- 山門
- 石碑「日本ピンポン伝来の地岡山」平成18年岡山県卓球協会が建立。明治32年にエドワード・ガントレットがこの寺から卓球を日本に伝えたことを記念する。
- 三友幼稚園

## 参考資料
- 更井良夫『石井十次と岡山孤児院』（第2版）石井十次先生銅像再建委員会、1995年。OCLC 673889685。全国書誌番号:96004140。